# Radio Habana Cuba
Radio Habana Cuba es la emisora internacional más famosa de Cuba, que empezó a emitir el 1 de mayo de 1961 con el nombre de "Onda Corta Experimental de Cuba".

## Historia
La emisora fue anunciada al mundo por el entonces joven líder cubano Fidel Castro Ruz el 16 de abril de 1961, después del ataque aéreo que precedió a la invasión de Bahía de Cochinos (en Playa Girón) por parte de la Brigada 2506 organizada por la Agencia Central de Inteligencia (CIA) de los Estados Unidos, durante el primer año de gobierno de John Fitzgerald Kennedy.
El nombre "Radio Habana Cuba" fue utilizado por primera vez durante la conmemoración del Día Internacional de los Trabajadores del 1° de mayo de 1961, en ocasión de la transmisión del acto por el triunfo de las fuerzas cubanas contra la invasión de Playa Girón, que tuvo lugar en la Plaza de la Revolución de la ciudad de La Habana.
Los equipos transmisores de Radio Habana Cuba fueron adquiridos por el entonces nuevo gobierno revolucionario en Suiza a la firma Brown Boveri, los cuales consistieron en dos transmisores de 10 kilovatios, dos transmisores de 100 kilovatios y varios sistemas de antenas.
La estación transmisora se ubicó en las cercanías del poblado de Bauta, en plena laguna de Ariguanabo, y se instalaron enlaces telefónicos y de frecuencias ultra altas con los estudios de la emisora Radio Progreso Cadena Nacional, que fueron utilizados hasta tanto se construyeron posteriormente los estudios propios de Radio Habana Cuba en el mismo edificio ubicado en Infanta n.º 105 entre
25 y San Francisco, actual municipio Centro Habana.

## En la actualidad
Actualmente, Radio Habana Cuba transmite en 9 idiomas: español, inglés, portugués, francés, creole haitiano, quechua, guaraní, árabe y esperanto.
La programación se difunde a través de las bandas internacionales de radiodifusión por ondas cortas dirigidas a América, Europa, África y Oriente Medio y más recientemente a través de Internet desde su propio sitio web.
La emisora transmite noticias, informaciones y reportajes sobre Cuba y su desarrollo, así como de América Latina y el mundo. La emisora cuenta con una fonoteca de música cubana de extraordinario valor patrimonial, difundiendo música tradicional y actual.
La señal de intervalo, que se emite antes de comenzar y al terminar sus transmisiones consiste de los primeros compases de la Marcha del Movimiento Revolucionario "26 de Julio" (M-26-J). Las transmisiones de inician oficialmente y se despiden con el Himno Nacional de Cuba.

## Programas
- En Contacto: programa diexista emitido todos los domingos, dedicado a los oyentes de las ondas cortas, diexistas y radioaficionados del mundo, con Martha Ríos y Arnaldo Coro.

- El Mundo de la Filatelia

- Despertar con Cuba

- Desde mi Habana